# Вернер Ротмалер
Вернер Ротмалер (нім. Werner Walter Hugo Paul Rothmaler, 1908—1962) — німецький ботанік, а з 1953 по 1962 рік — керівник Інституту сільськогосподарської біології Грайфсвальдського університету. Його сфери знань включали географію рослин та систематику.

## Особисте життя
Ротмалер був одружений двічі. Від першого шлюбу (з Вільгельміною Нойманн, 1911—2002) у нього було дві доньки (Урсула та Сюзанна), від другого шлюбу (з Елізабет Кекер, 1921—1993) — два сини (Валентин та Філіп).
У 2008 році, на честь сторіччя з дня його народження, з ініціативи заснованого ним гуртка Ламарка, на колишньому родинному будинку в Грайфсвальді прикріпили меморіальну дошку.

## Кар'єра
Середню освіту Ротмалер здобув у Веймарі, у гімназії Вільгельма Ернста. Його інтереси охоплювали широкий спектр — від ботаніки до живопису та політики. Він потоваришував з родиною художника Ліонеля Файнінгера, зокрема з його сином Андреасом, і його надихнули ідеї Баухауза. Все це призвело до конфлікту зі шкільним керівництвом, і він покинув школу без атестата про закінчення школи. З 1927 року він проходив навчання садівнику в замку Бельведер у Веймарі та в садах пансіонів у Потсдамі.
Під час перебування в Потсдамі він зв'язався з фітогеографом Людвігом Дільсом, директором Ботанічного музею та Ботанічного саду в Берлін-Далемі. Оскільки відсутність шкільної кваліфікації унеможливлювала навчання в університеті, Ротмалеру запропонували посаду студента-працівника в Єні у ботаніків Теодора Герцога, Отто Реннера та Ервіна Брюннінга.
Деякий час він працював архіваріусом в аристократичних родинах у Гогентурмі поблизу Галле (Заале) та в Глаухау. На той час він був членом Комуністичної партії, і в 1933 році йому стало бажано покинути Німеччину. Його наставник з Потсдамського періоду, Людвіг Дільс, допоміг йому з місцем у ботанічній експедиції до Іспанії. Це переросло в перебування там на багато років. У цей час Ротмалер був зайнятий різною діяльністю в ботанічних та фармацевтичних установах, але водночас все ще був активним колекціонером рослин і так розвинув чудові знання іспанської флори. Значна частина його діяльності була зосереджена на Барселоні, і він мав низку випадкових робіт в Університеті Барселони з Піусом Фонт-і-Квером. Ротмалер редагував серію ексикатних книг «Alchemillae exsiccatae» (1938).
На початку Громадянської війни в Іспанії Ротмалер перебував у відпустці в Португалії, і повернення до Іспанії було вже неможливим. Однак йому знову вдалося влаштуватися на іншу роботу, і він опинився в Національному центрі сільськогосподарських досліджень у Лісабоні. У 1940 році для нього стало неможливим залишатися в Португалії, і його разом з дружиною примусово репатріювали до Німеччини. Він був недовго інтернований у таборі поблизу Меца, потім призваний до армії. Після семи місяців військової служби його звільнили через туберкульоз легень. Потім він деякий час працював у Інституті біології кайзера Вільгельма в Берліні під керівництвом Фріца фон Веттштейна.
У червні 1943 року йому вдалося отримати звільнення від вимог щодо зарахування та закінчити Берлінський університет Фрідріха Вільгельма з дисертацією «Дослідження рослинності південно-західної Португалії». Наприкінці Другої світової війни Ротмалер перебував поблизу Штекленберга в Гарці. Туди перемістили попередника сучасного Інституту генетики рослин та дослідження сільськогосподарських культур імені Лейбніца. Під впливом радянських культурних працівників дослідницькій групі доручили переїхати до великого сільськогосподарського підприємства — маєтку Гатерслебен, поблизу Гатерслебена. Невдовзі Ротмалера призначили на посаду завідувача кафедри.
У 1947 році Ротмалер здобув докторський ступінь у Галлеському університеті за досі неопубліковану роботу про рід Lachemilla (родина Rosaceae, синонім Alchemilla), який поширений у Центральній та Південній Америці. У 1949 році він став лектором у Галле, а в 1950 році — професором. Ротмалер у 1950 році опублікував свою працю «Загальна таксономія та хорологія рослин» (Allgemeine Taxonomie und Chorologie der Pflanzen) та перше видання своєї праці «Екскурсійна флора» (Exkursionsflora).
У 1953 році Ротмалера призначили професором у Грайфсвальді, де він очолив Інститут сільськогосподарської біології. З перших днів існування і до самої смерті він був активним учасником роботи Flora Europaea. З ініціативи Ротмалера в 1953 році засновано студентський науковий гурток «Жан-Батист де Ламарк» для студентів Грайфсвальдського університету, які цікавилися польовою біологією, зоологією, ботанікою та питаннями навколишнього середовища.
У 1954 році його призначено президентом-засновником Товариства поширення наукових знань (Gesellschaft zur Verbreitung wissenschaftlicher Kenntnisse) НДР, і він обіймав цю посаду до своєї смерті. У 1958 році його нагороджено срібним Патріотичним орденом «За заслуги».